# Communauté de communes Val de Risle
Die Communauté de communes Val de Risle (CCVR) ist ein ehemaliger französischer Gemeindeverband mit der Rechtsform einer Communauté de communes im Département Eure in der Region Normandie. Sie wurde am 31. Dezember 1996 gegründet und umfasste 14 Gemeinden. Der Verwaltungssitz befand sich im Ort Montfort-sur-Risle.

## Historische Entwicklung
Mit Wirkung vom 1. Januar 2017 fusionierte der Gemeindeverband mit der Communauté de communes de Pont-Audemer und 
bildete so die Nachfolgeorganisation Communauté de communes de Pont-Audemer Val de Risle.

## Ehemalige Mitgliedsgemeinden
| Gemeinde                 | Einwohner (Stand 1. Januar 2015) | INSEE-Code |
| ------------------------ | -------------------------------- | ---------- |
| Appeville-Annebault      | 1017                             | 27018      |
| Authou                   | 337                              | 27028      |
| Bonneville-Aptot         | 256                              | 27083      |
| Brestot                  | 553                              | 27110      |
| Condé-sur-Risle          | 633                              | 27167      |
| Écaquelon                | 610                              | 27209      |
| Freneuse-sur-Risle       | 357                              | 27267      |
| Glos-sur-Risle           | 581                              | 27288      |
| Illeville-sur-Montfort   | 880                              | 27349      |
| Montfort-sur-Risle       | 750                              | 27413      |
| Pont-Authou              | 667                              | 27468      |
| Saint-Philbert-sur-Risle | 777                              | 27587      |
| Thierville               | 370                              | 27631      |
| Touville                 | 169                              | 27657      |